# Dafné (Peri)

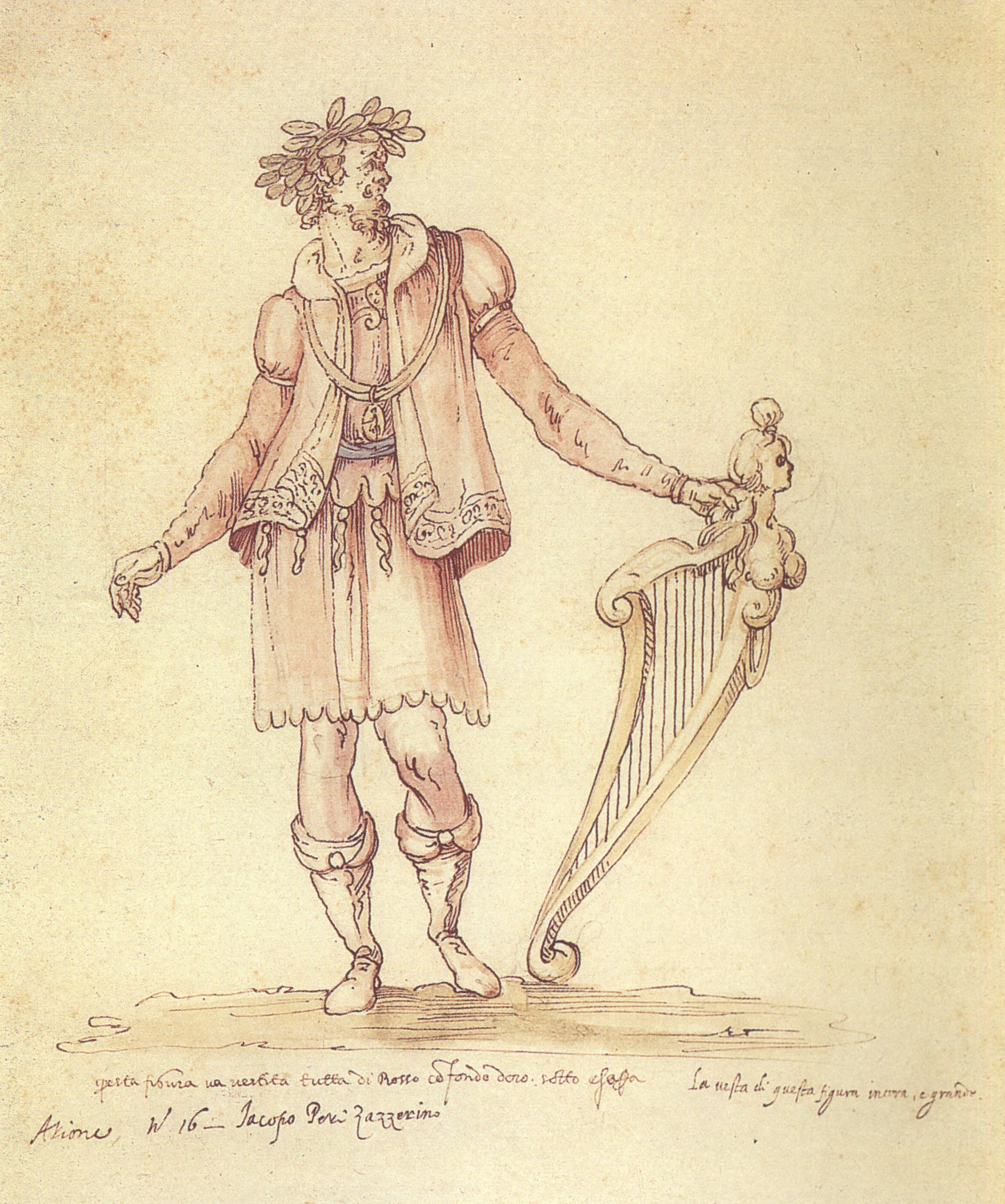
Jacopo Peri na rytině.

Dafné (původně Dafne) je první (známá) hudební skladba, již můžeme dle současných kritérií považovat za operu. Hudbu zkomponoval v roce 1598 italský hudební skladatel Jacopo Peri na základě libreta Ottavia Rinucciniho.

## Historie
Dafne poprvé provedl malý hudební soubor ve složení: cembalo, loutna, viola, arciloutna a tři flétny. Bylo to poprvé, kdy Peri provedl hudební skladbu složenou z recitativů, recitace textu s hudebním doprovodem, tvořící převážnou část díla.
Jacopo Peri napsal Dafne za podpory hudebníka a mecenáše Jacopa Corsiho pro omezený počet florentských vzdělanců, kteří tvořili tzv. Florentskou cameratu de' Bardi, působící v letech 1594 až 1597. Uskutečnila se pravděpodobně soukromě 26. prosince 1598 v Palazzo Tornabuoni. a byla novým impulsem pro oživení řecké tragédie dle tehdy aktuálních potřeb. Ačkoli byla velmi vzdálená starořecké tragédii, stala se novým uměleckým žánrem, který se pak rozvíjela po dalších 400 let.
Větší část Periho rukopisu partitury je i přes jeho značnou popularitu v tehdejší Evropě ztracena, dochovalo se pouze libreto o 455 slokách.
Florentský panovnický rod Medicejských byla skladbou tak nadšen, že si u Periho objednala novou operu Euridice ku příležitosti sňatku Marie Medicejské s francouzským králem Jindřichem IV. v roce 1600.
První veřejné představení Dafne se konalo 21. ledna 1599 ve druhé verzi s Vittorií Archileiovou v Pittiovském paláci.

## Námět a děj
Námět je založen na příběhu lásky mezi bohem Apollónem a nymfou Dafné.
Postavy opery jsou:
- Ovidio (Ovidius)
- Venere (Venuše)
- Amore (Amor/Láska)
- Apolone (Apollón)
- Dafne (Dafné)
- Nunzio (Posel).

Významné výstupy jsou: "Almo dio che 'l carro ardente...", "Da fortunati campi ove immortali...", "Non curi la mia pianta o fiamma o gelo...".